# Marie Wilt

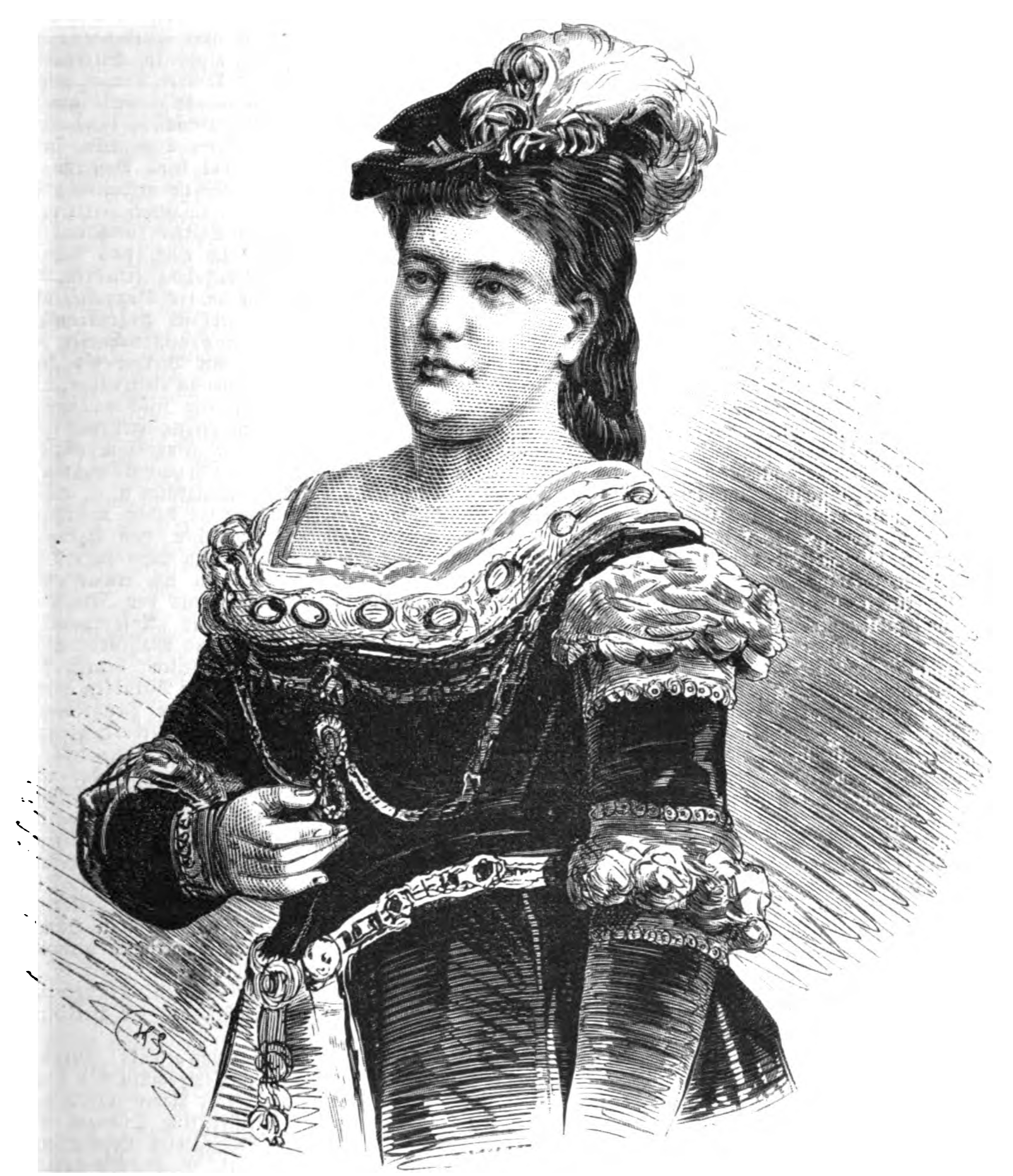
Marie Wilt en el rol de Valentine

Marie Wilt (Viena, 30 de gener de 1833 - 24 de setembre de 1891) fou una cantant alemanya nascuda a Àustria.
Estudià cant amb Gänsbacher i Wolf, presentant-se al públic amb gran èxit a Berlín el 1865. La seva carrera de soprano dramàtica fou en extrem brillant. Goldmark li confià la part de protagonista en l'estrena de l'òpera La reina de Saba, el 1875.
Actuà molts anys amb èxit en els principals teatres d'Alemanya i Àustria, abandonant l'escena per l'any 1880, per a dedicar-se a donar només concerts. El 1891, ja retirada de la vida activa de l'art, es veié escomesa d'una malaltia nerviosa que la induí al suïcidi llençant-se des d'un balcó del quart pis d'un hotel a Viena.